# Ḩoseynābād-e Shāh Naz̧ar
Ḩoseynābād-e Shāh Naz̧ar (persiska: حُسِينابادِ شاه نَظَر, حُسِين آباد) är en ort i Iran.   Den ligger i provinsen Qazvin, i den nordvästra delen av landet, 150 km väster om huvudstaden Teheran. Ḩoseynābād-e Shāh Naz̧ar ligger 1 240 meter över havet och antalet invånare är 286.
Terrängen runt Ḩoseynābād-e Shāh Naz̧ar är platt.Runt Ḩoseynābād-e Shāh Naz̧ar är det ganska tätbefolkat, med 108 invånare per kvadratkilometer. Närmaste större samhälle är Tākestān, 14,5 km nordväst om Ḩoseynābād-e Shāh Naz̧ar. Trakten runt Ḩoseynābād-e Shāh Naz̧ar består till största delen av jordbruksmark.